# 東淀川區
東淀川區（日语：／ Higashiyodogawa ku */?）是大阪市的24區之一，位於淀川以北，神崎川以南，西側以東海道本線（JR京都線段）與淀川區為界。

## 歷史
現在的東淀川區範圍過去屬於攝津國西成郡，在江戶時代大部分區域都屬於幕府直轄的天領，也有少部分區域為田安德川家、幕府旗本和古河藩領地。1889年實施町村制時，現在的東淀川區範圍分屬西中島村、豐里村、大道村、中島村、新庄村五個行政區劃；這五個行政區劃在1925年被併入大阪市，並與同時期一同併入大阪市的中津町、豐崎町、北中島村、神津町一起劃入新設立的東淀川區。
1942年位於淀川以南，舊淀川以東區域被劃入旭區；1943年位於淀川以南，舊淀川以西區域被劃入新設立的大淀區，位於東海道本線（大阪至京都段）以西區域被劃入新設立的淀川區。此後東淀川區的轄區至今便在無異動。

## 交通

### 鐵路
西日本旅客鉄道（JR西日本）
- 大阪東線：JR淡路站

此外，東海道本線沿西部區界通過淀川區側（該線的東淀川站、新大阪站都位於淀川區），而東海道新幹線則東西向通過區內。
阪急電鐵
- 京都本線：崇禪寺站 - 淡路站 - 上新站 - 相川站
- 千里線：柴島站 - 淡路站 - 下新站

大阪市高速電氣軌道（大阪地下鐵）
- 今里筋線：井高野站 - 瑞光四丁目站 - 大桐豐里站

## 本地出身之名人
- 相川七瀨：歌手
- 淺村榮斗：職業棒球選手
- 岡村隆史：藝人、演員
- 後藤輝基：藝人
- 林丹丹：演員
- 中川天堂：藝人
- 百田尚樹：作家

## 外部連結
- （日語） 東淀川區公所的Facebook專頁
- （日語） 大阪市東淀川區公所的X（前Twitter）